# Max Herzig

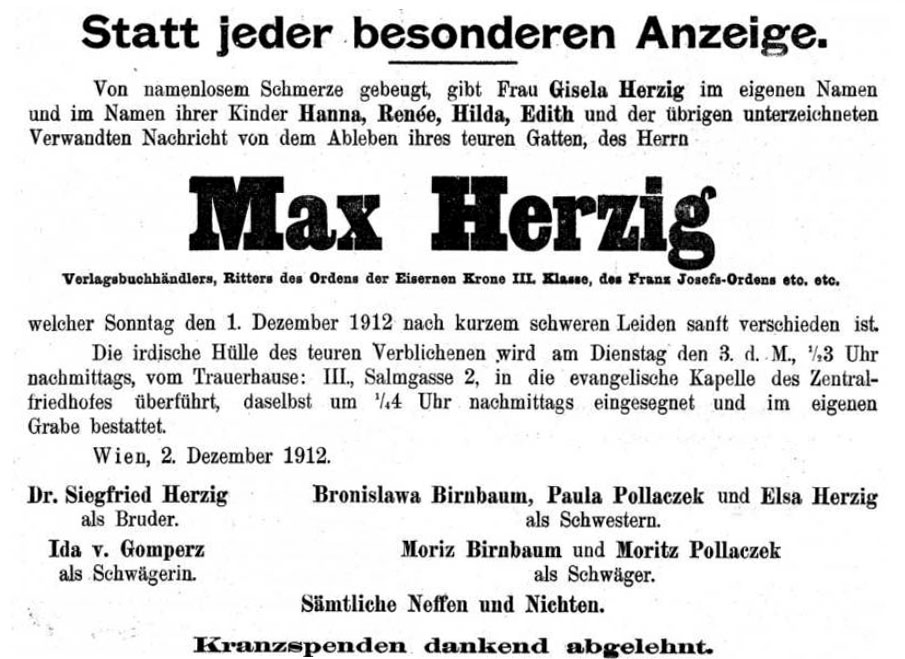
Todesanzeige

Max Herzig (* 22. April 1863 in Sanok; † 1. Dezember 1912 in Wien) war ein Wiener Verleger und Buchhändler.
Er war seit 1891 mit Gisela Ehrenfeld (1869–1938), Tochter von Ignatz Isak Ehrenfeld (1839–1912), verheiratet. Der Ehe entstammten vier Töchter: Johanna (* 1892), Renee (* 1896), Hildegard (* 1898) und Edith. Max Herzig starb im Alter von 49 Jahren an einer Lungenentzündung; er wurde im evangelischen Teil des Wiener Zentralfriedhofes beigesetzt.
Für sein Schaffen als Verleger erhielt er mehrere Auszeichnungen wie „Ritter des Ordens der Eisernen Krone III Klasse“ und war auch Träger des Franz-Joseph-Ordens. Als Stifter und Förderer war er dem Künstlerhaus Wien und der Sezession mit großzügigen Spenden getan. Max Herzig wohnte im Palais Salm, Salmgasse 2, im dritten Wiener Gemeindebezirk.

## Verlagswesen
Berühmt wurde sein Verlag mit Prachtbänden zu Ehren des Kaisers, zur Geschichte von Österreich und Deutschland sowie zur gegenwärtigen Kunst. Die kostbaren, großformatigen Bücher waren meist in Leder mit Gold oder Silberprägung ausgestattet und im Stil der Wiener Sezession gestaltet.
So gelang es ihm beispielsweise für die Gestaltung des Bandes „ARS NOVA MCMI. Hervorragende Werke der Bildenden Künste des Jahres 1901“ den Künstler Koloman Moser zu gewinnen, der den Umschlag sogar in der Prägung signierte und ihn damit selbst als eigenes Kunstwerk hervorhob. Auch für die innere Gestaltung der kunstvollen Bücher verwendete er die zur damaligen Zeit hochwertigsten Methoden wie Heliogravure oder die Farblithographie.

### Wichtige Bücher
1894: „Goldene Klassiker-Bibel. Die Heilige Schrift des Alten und Neuen Testaments, nach der deutschen Übersetzung Dr. Martin Luthers“; Herzig, Max (Hrsg.);
1898: „Viribus Unitis. Das Buch vom Kaiser“; Herzig, Max (Hrsg.); Dr. Joseph Alexander Freiherrn von Helfert (Autor);
1900: „An Ehren und Siegen reich; Bilder aus Österreichs Geschichte“; Herzig, Max (Hrsg.); Joseph Alexander Freiherrn von Helfert (Autor);
1901: „ARS NOVA MCMI. Hervorragende Werke der Bildenden Künste des Jahres 1901 in Heliogravure“; Herzig, Max (Hrsg.); Felician Freiherrn von Myrbach (Autor);
1903: „Ars Nova II. Hervorragende Werke der Bildenden Künste in Heliogravure“; Herzig, Max (Hrsg.); Felician Freiherrn von Myrbach / Franz Servaes (Autoren);
1904: „Deutsche Gedenkhalle Bilder aus der vaterländischen Geschichte“; Herzig, Max und Julius Pflugk-Hartung (Hrsg.);
1905: „Deutsche Gedenkhalle. Bilder aus der Vaterländischen Geschichte“; Herzig, Max (Hrsg./Autor);
1907: „1.Deutsche Gedenkhalle. Bilder aus der vaterländischen Geschichte“; Pflugk-Hartung und Herzig, Max (Hrsg.); Heinrich Lefler, Joseph Urban, Josef Tautenhayn, Rudolf von Larisch und Ludwig Hujer unter der Leitung H. Tschudi. (Autoren);
1908: „Viribus Unitis – Das Buch vom Kaiser“. Herzig, Max (Hrsg.); Joseph Alexander Freiherrn von Helfert (Autor);